# Temporada de tennis 2024
Selecció dels principals esdeveniments tennístics de l'any 2024 en categoria masculina, femenina i per equips.

## Federació Internacional de Tennis

### Grand Slams
Open d'Austràlia
| Categoria          | Campions/es                 | Finalistes                         | Resultat                |
| ------------------ | --------------------------- | ---------------------------------- | ----------------------- |
| Individual masculí | Jannik Sinner               | Daniïl Medvédev                    | 3−6, 3−6, 6−4, 6−4, 6−3 |
| Individual femení  | Arina Sabalenka             | Zheng Qinwen                       | 6−3, 6−2                |
| Dobles masculins   | Rohan Bopanna Matthew Ebden | Simone Bolelli Andrea Vavassori    | 7−6(0), 7−5             |
| Dobles femenins    | Hsieh Su-wei Elise Mertens  | Liudmila Kitxenok Jeļena Ostapenko | 6−1, 7−5                |
| Dobles mixts       | Hsieh Su-wei Jan Zieliński  | Desirae Krawczyk Neal Skupski      | 6−7(5), 6−4, [11−9]     |

Roland Garros
| Categoria          | Campions/es                            | Finalistes                      | Resultat                |
| ------------------ | -------------------------------------- | ------------------------------- | ----------------------- |
| Individual masculí | Carlos Alcaraz                         | Alexander Zverev                | 6−3, 2−6, 5−7, 6−1, 6−2 |
| Individual femení  | Iga Świątek                            | Jasmine Paolini                 | 6−2, 6−1                |
| Dobles masculins   | Marcelo Arévalo Mate Pavić             | Simone Bolelli Andrea Vavassori | 7−5, 6−3                |
| Dobles femenins    | Coco Gauff Kateřina Siniaková          | Sara Errani Jasmine Paolini     | 7−6(5), 6−3             |
| Dobles mixts       | Laura Siegemund Édouard Roger-Vasselin | Desirae Krawczyk Neal Skupski   | 6−4, 7−5                |

Wimbledon
| Categoria          | Campions/es                        | Finalistes                        | Resultat               |
| ------------------ | ---------------------------------- | --------------------------------- | ---------------------- |
| Individual masculí | Carlos Alcaraz                     | Novak Đoković                     | 6−2, 6−2, 7−6(4)       |
| Individual femení  | Barbora Krejčíková                 | Jasmine Paolini                   | 6−2, 2−6, 6−4          |
| Dobles masculins   | Harri Heliövaara Henry Patten      | Max Purcell Jordan Thompson       | 6−7(7), 7−6(8), 7−6(9) |
| Dobles femenins    | Kateřina Siniaková Taylor Townsend | Gabriela Dabrowski Erin Routliffe | 7−6(5), 7−6(1)         |
| Dobles mixts       | Hsieh Su-wei Jan Zieliński         | Giuliana Olmos Santiago González  | 6−4, 6−2               |

US Open
| Categoria          | Campions/es                        | Finalistes                      | Resultat      |
| ------------------ | ---------------------------------- | ------------------------------- | ------------- |
| Individual masculí | Jannik Sinner                      | Taylor Fritz                    | 6−3, 6−4, 7−5 |
| Individual femení  | Arina Sabalenka                    | Jessica Pegula                  | 7−5, 7−5      |
| Dobles masculins   | Max Purcell Jordan Thompson        | Kevin Krawietz Tim Pütz         | 6−4, 7−6(4)   |
| Dobles femenins    | Liudmila Kitxenok Jeļena Ostapenko | Kristina Mladenovic Zhang Shuai | 6−4, 6−3      |
| Dobles mixts       | Sara Errani Andrea Vavassori       | Taylor Townsend Donald Young    | 7−6(0), 7−5   |

### Jocs Olímpics
| Esdeveniment       | Final                           | Final                         | Final                  | Final de consolació                      | Final de consolació            | Final de consolació |
| ------------------ | ------------------------------- | ----------------------------- | ---------------------- | ---------------------------------------- | ------------------------------ | ------------------- |
| Esdeveniment       | Or                              | Argent                        | Resultat               | Bronze                                   | 4t lloc                        | Resultat            |
| Individual masculí | Novak Đoković                   | Carlos Alcaraz                | 7−6(3), 7−6(2)         | Lorenzo Musetti                          | Félix Auger-Aliassime          | 6−4, 1−6, 6−3       |
| Individual femení  | Zheng Qinwen                    | Donna Vekić                   | 6−2, 6−3               | Iga Świątek                              | Anna Karolína Schmiedlová      | 6−2, 6−1            |
| Dobles masculins   | Matthew Ebden John Peers        | Austin Krajicek Rajeev Ram    | 6−7(6), 7−6(1), [10−8] | Taylor Fritz Tommy Paul                  | Adam Pavlásek Tomáš Macháč     | 6−3, 6−4            |
| Dobles femenins    | Sara Errani Jasmine Paolini     | Mirra Andreeva Diana Shnaider | 2−6, 6−1, [10−7]       | Cristina Bucșa Sara Sorribes Tormo       | Karolina Muchova Linda Nosková | 6−2, 6−2            |
| Dobles mixts       | Kateřina Siniaková Tomáš Macháč | Wang Xinyu Zhang Zhizhen      | 6−2, 5−7, [10−8]       | Gabriela Dabrowski Félix Auger-Aliassime | Demi Schuurs Wesley Koolhof    | 6−3, 7−6(2)         |

### Davis Cup

#### Fase de grups
| Grup | Primer       | Primer | Primer | Primer | Segon         | Segon | Segon | Segon | Tercer     | Tercer | Tercer | Tercer | Quart      | Quart | Quart | Quart |
| Grup | País         | E      | P      | S      | País          | E     | P     | S     | País       | E      | P      | S      | País       | E     | P     | S     |
| ---- | ------------ | ------ | ------ | ------ | ------------- | ----- | ----- | ----- | ---------- | ------ | ------ | ------ | ---------- | ----- | ----- | ----- |
| A    | Itàlia       | 3−0    | 6−3    | 14−10  | Països Baixos | 1−2   | 4−5   | 12−10 | Bèlgica    | 1−2    | 4−5    | 11−14  | Brasil     | 1−2   | 4−5   | 10−13 |
| B    | Espanya      | 3−0    | 7−2    | 15−9   | Austràlia     | 2−1   | 6−3   | 14−8  | França     | 1−2    | 4−5    | 11−12  | Txèquia    | 0−3   | 1−8   | 6−17  |
| C    | Estats Units | 3−0    | 8−1    | 16−7   | Alemanya      | 2−1   | 7−2   | 15−5  | Xile       | 1−2    | 2−7    | 8−16   | Eslovàquia | 0−3   | 1−8   | 6−17  |
| D    | Canadà       | 3−0    | 7−2    | 15−4   | Argentina     | 2−1   | 6−3   | 12−9  | Regne Unit | 1−2    | 4−5    | 8−10   | Finlàndia  | 0−3   | 1−8   | 4−16  |

#### Fase final
|  | Quarts de final | Quarts de final | Quarts de final |                |              | Semifinals | Semifinals     | Semifinals |  |   | Final  | Final | Final |
|  |                 |                 |                 |                |              |            |                |            |  |   |        |       |       |
|  | 21 de novembre  |                 |                 |                |              |            |                |            |  |   |        |       |       |
|  | 1               | Itàlia          | 2               |                |              |            |                |            |  |   |        |       |       |
|  | 1               | Itàlia          | 2               | 23 de novembre |              |            |                |            |  |   |        |       |       |
|  |                 | Argentina       | 1               |                |              |            |                |            |  |   |        |       |       |
|  |                 | Argentina       | 1               | 1              | Itàlia       | 2          |                |            |  |   |        |       |       |
|  | 21 de novembre  |                 |                 | 1              | Itàlia       | 2          |                |            |  |   |        |       |       |
|  |                 | 2               | Austràlia       | 0              |              |            |                |            |  |   |        |       |       |
|  |                 | 2               | Austràlia       | 0              | Estats Units | 1          |                |            |  |   |        |       |       |
|  |                 |                 |                 |                | Estats Units | 1          | 24 de novembre |            |  |   |        |       |       |
|  | 2               | Austràlia       | 2               |                |              |            |                |            |  |   |        |       |       |
|  | 2               | Austràlia       | 2               |                |              |            |                |            |  | 1 | Itàlia | 2     |       |
|  | 20 de novembre  |                 |                 |                |              |            |                |            |  | 1 | Itàlia | 2     |       |
|  |                 |                 | Països Baixos   | 0              |              |            |                |            |  |   |        |       |       |
|  | 4               | Alemanya        | Països Baixos   | 0              | 2            |            |                |            |  |   |        |       |       |
|  | 4               | Alemanya        | 22 de novembre  |                | 2            |            |                |            |  |   |        |       |       |
|  | 3               | Canadà          | 0               |                |              |            |                |            |  |   |        |       |       |
|  | 3               | Canadà          | 0               |                | 4            | Alemanya   | 0              |            |  |   |        |       |       |
|  | 19 de novembre  |                 |                 |                | 4            | Alemanya   | 0              |            |  |   |        |       |       |
|  |                 |                 | Països Baixos   | 2              |              |            |                |            |  |   |        |       |       |
|  |                 | Països Baixos   | Països Baixos   | 2              | 2            |            |                |            |  |   |        |       |       |
|  |                 | Països Baixos   |                 |                | 2            |            |                |            |  |   |        |       |       |
|  |                 | Espanya         | 1               |                |              |            |                |            |  |   |        |       |       |

#### Final
| · Itàlia · 2 | Martín Carpena, Màlaga, Espanya 24 de novembre de 2024 Dura interior | Martín Carpena, Màlaga, Espanya 24 de novembre de 2024 Dura interior       | · Països Baixos · 0 |     |   |             |
| \| \| \| \| 1 \| 2 \| 3 \| \| \| - \| ---------------------- \| -------------------------------------------------------------------------- \| ---- \| --- \| - \| ----------- \| \| 1 \| Itàlia · Països Baixos \| Matteo Berrettini Botic van de Zandschulp \| 6 4 \| 6 2 \| \| \| \| 2 \| Itàlia · Països Baixos \| Jannik Sinner Tallon Griekspoor \| 7 62 \| 6 2 \| \| \| \| 3 \| Itàlia · Països Baixos \| Simone Bolelli / Andrea Vavassori Wesley Koolhof / Botic van de Zandschulp \| \| \| \| no disputat \| |                                                                      |                                                                            |                     |     |   |             |
| |                                                                      |                                                                            | 1                   | 2   | 3 |             |
| 1 | Itàlia · Països Baixos                                               | Matteo Berrettini Botic van de Zandschulp                                  | 6 4                 | 6 2 |   |             |
| 2 | Itàlia · Països Baixos                                               | Jannik Sinner Tallon Griekspoor                                            | 7 62                | 6 2 |   |             |
| 3 | Itàlia · Països Baixos                                               | Simone Bolelli / Andrea Vavassori Wesley Koolhof / Botic van de Zandschulp |                     |     |   | no disputat |

| Davis Cup 2024        |
| --------------------- |
| Itàlia · Tercer títol |

### Billie Jean King Cup

#### Quadre
|  | Primera ronda  | Primera ronda  | Primera ronda  |   |         | Quarts de final | Quarts de final | Quarts de final |   |  | Semifinals | Semifinals     | Semifinals |  |  | Final      | Final | Final |
|  |                |                |                |   |         |                 |                 |                 |   |  |            |                |            |  |  |            |       |       |
|  |                |                |                |   |         |                 |                 |                 |   |  |            |                |            |  |  |            |       |       |
|  | 1              | Canadà         |                |   |         |                 |                 |                 |   |  |            |                |            |  |  |            |       |       |
|  | 1              | Canadà         | 17 de novembre |   |         |                 |                 |                 |   |  |            |                |            |  |  |            |       |       |
|  |                | −              |                |   |         |                 |                 |                 |   |  |            |                |            |  |  |            |       |       |
|  |                | 1              | Canadà         | 0 |         |                 |                 |                 |   |  |            |                |            |  |  |            |       |       |
|  | 15 de novembre | 1              | Canadà         | 0 |         |                 |                 |                 |   |  |            |                |            |  |  |            |       |       |
|  |                |                | Regne Unit     | 2 |         |                 |                 |                 |   |  |            |                |            |  |  |            |       |       |
|  |                | Alemanya       | Regne Unit     | 2 | 0       |                 |                 |                 |   |  |            |                |            |  |  |            |       |       |
|  |                | Alemanya       |                |   | 0       |                 | 19 de novembre  |                 |   |  |            |                |            |  |  |            |       |       |
|  |                | Regne Unit     | 2              |   |         |                 |                 |                 |   |  |            |                |            |  |  |            |       |       |
|  |                |                |                |   |         |                 |                 | Regne Unit      | 1 |  |            |                |            |  |  |            |       |       |
|  |                |                |                |   |         |                 |                 |                 | 1 |  |            |                |            |  |  |            |       |       |
|  |                |                | Eslovàquia     | 2 |         |                 |                 |                 |   |  |            |                |            |  |  |            |       |       |
|  | 4              | Austràlia      | Eslovàquia     | 2 |         |                 |                 |                 |   |  |            |                |            |  |  |            |       |       |
|  | 4              | Austràlia      | 17 de novembre |   |         |                 |                 |                 |   |  |            |                |            |  |  |            |       |       |
|  |                | −              |                |   |         |                 |                 |                 |   |  |            |                |            |  |  |            |       |       |
|  |                | 4              | Austràlia      | 0 |         |                 |                 |                 |   |  |            |                |            |  |  |            |       |       |
|  | 14 de novembre | 4              | Austràlia      | 0 |         |                 |                 |                 |   |  |            |                |            |  |  |            |       |       |
|  |                |                | Eslovàquia     | 2 |         |                 |                 |                 |   |  |            |                |            |  |  |            |       |       |
|  |                | Eslovàquia     | Eslovàquia     | 2 | 2       |                 |                 |                 |   |  |            |                |            |  |  |            |       |       |
|  |                | Eslovàquia     |                |   | 2       |                 |                 |                 |   |  |            | 20 de novembre |            |  |  |            |       |       |
|  |                | Estats Units   | 1              |   |         |                 |                 |                 |   |  |            |                |            |  |  |            |       |       |
|  |                |                |                |   |         |                 |                 |                 |   |  |            |                |            |  |  |            |       |       |
|  |                |                |                |   |         |                 |                 |                 |   |  |            |                |            |  |  | Eslovàquia | 0     |       |
|  |                |                |                |   |         |                 |                 |                 |   |  |            |                |            |  |  | Eslovàquia | 0     |       |
|  |                | 3              | Itàlia         | 2 |         |                 |                 |                 |   |  |            |                |            |  |  |            |       |       |
|  | 2              | 3              | Itàlia         | 2 | Txèquia |                 |                 |                 |   |  |            |                |            |  |  |            |       |       |
|  | 2              | 16 de novembre |                |   | Txèquia |                 |                 |                 |   |  |            |                |            |  |  |            |       |       |
|  |                | −              |                |   |         |                 |                 |                 |   |  |            |                |            |  |  |            |       |       |
|  |                | 2              | Txèquia        | 1 |         |                 |                 |                 |   |  |            |                |            |  |  |            |       |       |
|  | 15 de novembre | 2              | Txèquia        | 1 |         |                 |                 |                 |   |  |            |                |            |  |  |            |       |       |
|  |                |                | Polònia        | 2 |         |                 |                 |                 |   |  |            |                |            |  |  |            |       |       |
|  |                | Espanya        | Polònia        | 2 | 0       |                 |                 |                 |   |  |            |                |            |  |  |            |       |       |
|  |                | Espanya        |                |   | 0       |                 | 18 de novembre  |                 |   |  |            |                |            |  |  |            |       |       |
|  |                | Polònia        | 2              |   |         |                 |                 |                 |   |  |            |                |            |  |  |            |       |       |
|  |                |                |                |   |         |                 |                 | Polònia         | 1 |  |            |                |            |  |  |            |       |       |
|  |                |                |                |   |         |                 |                 |                 | 1 |  |            |                |            |  |  |            |       |       |
|  |                | 3              | Itàlia         | 2 |         |                 |                 |                 |   |  |            |                |            |  |  |            |       |       |
|  | 3              | 3              | Itàlia         | 2 | Itàlia  |                 |                 |                 |   |  |            |                |            |  |  |            |       |       |
|  | 3              | 16 de novembre |                |   | Itàlia  |                 |                 |                 |   |  |            |                |            |  |  |            |       |       |
|  |                | −              |                |   |         |                 |                 |                 |   |  |            |                |            |  |  |            |       |       |
|  |                | 3              | Itàlia         | 2 |         |                 |                 |                 |   |  |            |                |            |  |  |            |       |       |
|  | 14 de novembre | 3              | Itàlia         | 2 |         |                 |                 |                 |   |  |            |                |            |  |  |            |       |       |
|  |                |                | Japó           | 1 |         |                 |                 |                 |   |  |            |                |            |  |  |            |       |       |
|  |                | Japó           | Japó           | 1 | 2       |                 |                 |                 |   |  |            |                |            |  |  |            |       |       |
|  |                | Japó           |                |   | 2       |                 |                 |                 |   |  |            |                |            |  |  |            |       |       |
|  |                | Romania        | 1              |   |         |                 |                 |                 |   |  |            |                |            |  |  |            |       |       |

#### Final
| · Eslovàquia · 0 | Martín Carpena, Màlaga, Espanya 20 de novembre de 2024 Dura interior | Martín Carpena, Màlaga, Espanya 20 de novembre de 2024 Dura interior  | · Itàlia · 2 |     |   |             |
| \| \| \| \| 1 \| 2 \| 3 \| \| \| - \| ------------------- \| --------------------------------------------------------------------- \| --- \| --- \| - \| ----------- \| \| 1 \| Eslovàquia · Itàlia \| Viktória Hrunčáková Lucia Bronzetti \| 2 6 \| 4 6 \| \| \| \| 2 \| Eslovàquia · Itàlia \| Rebecca Šramková Jasmine Paolini \| 2 6 \| 1 6 \| \| \| \| 3 \| Eslovàquia · Itàlia \| Viktória Hrunčáková / Tereza Mihalíková Sara Errani / Jasmine Paolini \| \| \| \| no disputat \| |                                                                      |                                                                       |              |     |   |             |
| |                                                                      |                                                                       | 1            | 2   | 3 |             |
| 1 | Eslovàquia · Itàlia                                                  | Viktória Hrunčáková Lucia Bronzetti                                   | 2 6          | 4 6 |   |             |
| 2 | Eslovàquia · Itàlia                                                  | Rebecca Šramková Jasmine Paolini                                      | 2 6          | 1 6 |   |             |
| 3 | Eslovàquia · Itàlia                                                  | Viktória Hrunčáková / Tereza Mihalíková Sara Errani / Jasmine Paolini |              |     |   | no disputat |

| Billie Jean King Cup 2024 |
| ------------------------- |
| Itàlia · Cinquè títol     |

### United Cup

#### Fase de grups
| Grup | Primer    | Primer | Primer | Primer | Segon           | Segon | Segon | Segon | Tercer        | Tercer | Tercer | Tercer |
| Grup | País      | E      | P      | S      | País            | E     | P     | S     | País          | E      | P      | S      |
| ---- | --------- | ------ | ------ | ------ | --------------- | ----- | ----- | ----- | ------------- | ------ | ------ | ------ |
| A    | Polònia   | 2−0    | 5−1    | 11−3   | Espanya         | 1−1   | 3−3   | 6−7   | Brasil        | 0−2    | 1−5    | 3−10   |
| B    | Grècia    | 1−1    | 4−2    | 10−4   | Xile            | 1−1   | 3−3   | 7−8   | Canadà        | 1−1    | 2−4    | 4−9    |
| C    | Austràlia | 1−1    | 3−3    | 7−6    | Estats Units    | 1−1   | 3−3   | 7−7   | Regne Unit    | 1−1    | 3−3    | 6−7    |
| D    | França    | 2−0    | 5−1    | 11−50  | Alemanya        | 1−1   | 3−3   | 8−8   | Itàlia        | 0−2    | 1−5    | 4−10   |
| E    | Sèrbia    | 2−0    | 4−2    | 9−7    | R.P. de la Xina | 1−1   | 4−2   | 9−6   | Txèquia       | 0−2    | 1−5    | 6−11   |
| F    | Noruega   | 1−1    | 3−3    | 7−7    | Croàcia         | 1−1   | 3−3   | 7−7   | Països Baixos | 1−1    | 3−3    | 7−7    |

#### Fase final
|  | Quarts de final     | Quarts de final     | Quarts de final |                     |           | Semifinals | Semifinals          | Semifinals |  |   | Final   | Final | Final |
|  |                     |                     |                 |                     |           |            |                     |            |  |   |         |       |       |
|  | 3 de gener – Perth  |                     |                 |                     |           |            |                     |            |  |   |         |       |       |
|  | 1                   | Polònia             | 3               |                     |           |            |                     |            |  |   |         |       |       |
|  | 1                   | Polònia             | 3               | 6 de gener – Sydney |           |            |                     |            |  |   |         |       |       |
|  | 9                   | R.P. de la Xina     | 0               |                     |           |            |                     |            |  |   |         |       |       |
|  | 9                   | R.P. de la Xina     | 0               |                     | 1         | Polònia    | 3                   |            |  |   |         |       |       |
|  | 4 de gener – Sydney |                     |                 |                     | 1         | Polònia    | 3                   |            |  |   |         |       |       |
|  |                     | 4                   | França          | 0                   |           |            |                     |            |  |   |         |       |       |
|  | 4                   | 4                   | França          | 0                   | França    | 2          |                     |            |  |   |         |       |       |
|  | 4                   |                     |                 |                     | França    | 2          | 7 de gener – Sydney |            |  |   |         |       |       |
|  | 14                  | Noruega             | 1               |                     |           |            |                     |            |  |   |         |       |       |
|  | 14                  | Noruega             | 1               |                     |           |            |                     |            |  | 1 | Polònia | 1     |       |
|  | 3 de gener – Perth  |                     |                 |                     |           |            |                     |            |  | 1 | Polònia | 1     |       |
|  |                     | 16                  | Alemanya        | 2                   |           |            |                     |            |  |   |         |       |       |
|  | 15                  | 16                  | Alemanya        | 2                   | Austràlia | 3          |                     |            |  |   |         |       |       |
|  | 15                  | 6 de gener – Sydney |                 |                     | Austràlia | 3          |                     |            |  |   |         |       |       |
|  | 13                  | Sèrbia              | 0               |                     |           |            |                     |            |  |   |         |       |       |
|  | 13                  | Sèrbia              | 0               |                     | 15        | Austràlia  | 1                   |            |  |   |         |       |       |
|  | 5 de gener – Sydney |                     |                 |                     | 15        | Austràlia  | 1                   |            |  |   |         |       |       |
|  |                     | 16                  | Alemanya        | 2                   |           |            |                     |            |  |   |         |       |       |
|  | 2                   | 16                  | Alemanya        | 2                   | Grècia    | 1          |                     |            |  |   |         |       |       |
|  | 2                   |                     |                 |                     | Grècia    | 1          |                     |            |  |   |         |       |       |
|  | 16                  | Alemanya            | 2               |                     |           |            |                     |            |  |   |         |       |       |

#### Final
| · Polònia · 1 | Ken Rosewall Arena, Sydney, Austràlia 7 de gener de 2024 Dura interior | Ken Rosewall Arena, Sydney, Austràlia 7 de gener de 2024 Dura interior | · Alemanya · 2 |     |          |  |
| \| \| \| \| 1 \| 2 \| 3 \| \| \| - \| ------------------ \| --------------------------------------------------------------- \| ---- \| --- \| -------- \| \| \| 1 \| Polònia · Alemanya \| Iga Świątek Angelique Kerber \| 6 3 \| 6 0 \| \| \| \| 2 \| Polònia · Alemanya \| Hubert Hurkacz Alexander Zverev \| 7 63 \| 6 7 \| 4 6 \| \| \| 3 \| Polònia · Alemanya \| Iga Świątek / Hubert Hurkacz Laura Siegemund / Alexander Zverev \| 4 6 \| 7 5 \| [4] [10] \| \| |                                                                        |                                                                        |                |     |          |  |
| |                                                                        |                                                                        | 1              | 2   | 3        |  |
| 1 | Polònia · Alemanya                                                     | Iga Świątek Angelique Kerber                                           | 6 3            | 6 0 |          |  |
| 2 | Polònia · Alemanya                                                     | Hubert Hurkacz Alexander Zverev                                        | 7 63           | 6 7 | 4 6      |  |
| 3 | Polònia · Alemanya                                                     | Iga Świątek / Hubert Hurkacz Laura Siegemund / Alexander Zverev        | 4 6            | 7 5 | [4] [10] |  |

| United Cup 2024         |
| ----------------------- |
| Alemanya · Primer títol |

## ATP Tour

### ATP Finals
- Classificats individual:  Jannik Sinner,  Alexander Zverev,  Carlos Alcaraz,  Daniïl Medvédev,  Taylor Fritz,  Casper Ruud,  Andrei Rubliov,  Alex de Minaur
- Classificats dobles:  Marcelo Arévalo /  Mate Pavić,  Marcel Granollers /  Horacio Zeballos,  Wesley Koolhof /  Nikola Mektić,  Simone Bolelli /  Andrea Vavassori,  Max Purcell /  Jordan Thompson,  Rohan Bopanna /  Matthew Ebden,  Harri Heliövaara
 Henry Patten,  Kevin Krawietz /  Tim Pütz

| Categoria  | Campions                | Finalistes                 | Resultat       |
| ---------- | ----------------------- | -------------------------- | -------------- |
| Individual | Jannik Sinner           | Taylor Fritz               | 6−4, 6−4       |
| Dobles     | Kevin Krawietz Tim Pütz | Marcelo Arévalo Mate Pavić | 7−6(5), 7−6(6) |

### Next Gen ATP Finals
- Classificats:  Arthur Fils,  Alex Michelsen,  Jakub Menšík,  Shang Juncheng,  Learner Tien,  Luca Van Assche,  Nishesh Basavareddy,  João Fonseca

| Categoria  | Campió       | Finalista    | Resultat              |
| ---------- | ------------ | ------------ | --------------------- |
| Individual | João Fonseca | Learner Tien | 2−4, 4−3(8), 4−0, 4−2 |

### ATP Tour Masters 1000
| Torneig      | Individual         | Individual            | Individual    | Dobles                             | Dobles                             | Dobles              |
| Torneig      | Campió             | Finalista             | Resultat      | Campions                           | Finalistes                         | Resultat            |
| ------------ | ------------------ | --------------------- | ------------- | ---------------------------------- | ---------------------------------- | ------------------- |
| Indian Wells | Carlos Alcaraz     | Daniïl Medvédev       | 7−6(5), 6−1   | Wesley Koolhof Nikola Mektić       | Marcel Granollers Horacio Zeballos | 7−6(2), 7−6(4)      |
| Miami        | Jannik Sinner      | Grigor Dimitrov       | 6−3, 6−1      | Rohan Bopanna Matthew Ebden        | Ivan Dodig Austin Krajicek         | 6−7(3), 6−3, [10−6] |
| Montecarlo   | Stéfanos Tsitsipàs | Casper Ruud           | 6−1, 6−4      | Sander Gillé Joran Vliegen         | Marcelo Melo Alexander Zverev      | 5−7, 6−3, [10−5]    |
| Madrid       | Andrei Rubliov     | Félix Auger-Aliassime | 4−6, 7−5, 7−5 | Sebastian Korda Jordan Thompson    | Ariel Behar Adam Pavlásek          | 6−3, 7−6(7)         |
| Roma         | Alexander Zverev   | Nicolás Jarry         | 6−4, 7−5      | Marcel Granollers Horacio Zeballos | Marcelo Arévalo Mate Pavić         | 6−2, 6−2            |
| Toronto      | Alexei Popyrin     | Andrei Rubliov        | 6−2, 6−4      | Marcel Granollers Horacio Zeballos | Rajeev Ram Joe Salisbury           | 6−2, 7−6(4)         |
| Cincinnati   | Jannik Sinner      | Frances Tiafoe        | 7−6(4), 6−2   | Marcelo Arévalo Mate Pavić         | Mackenzie McDonald Alex Michelsen  | 6−2, 6−4            |
| Xangai       | Jannik Sinner      | Novak Đoković         | 7−6(4), 6−3   | Wesley Koolhof Nikola Mektić       | Máximo González Andrés Molteni     | 6−4, 6−4            |
| París        | Alexander Zverev   | Ugo Humbert           | 6−2, 6−2      | Wesley Koolhof Nikola Mektić       | Lloyd Glasspool Adam Pavlásek      | 3−6, 6−3, [10−5]    |

## WTA Tour

### WTA Finals
- Classificades individuals:  Iga Świątek,  Arina Sabalenka,  Coco Gauff,  Jasmine Paolini,  Ielena Ribàkina,  Jessica Pegula,  Zheng Qinwen,  Barbora Krejčíková
- Classificades dobles:  Liudmila Kitxenok /  Jeļena Ostapenko,  Hsieh Su-wei /  Elise Mertens,  Gabriela Dabrowski /  Erin Routliffe,  Sara Errani /  Jasmine Paolini,  Kateřina Siniaková /  Taylor Townsend,  Caroline Dolehide /  Desirae Krawczyk,  N. Melichar-Martinez /  Ellen Perez,  Chan Hao-ching /  Veronika Kudermétova

| Categoria  | Campiones                         | Finalistes                         | Resultat         |
| ---------- | --------------------------------- | ---------------------------------- | ---------------- |
| Individual | Coco Gauff                        | Zheng Qinwen                       | 3−6, 6−4, 7−6(2) |
| Dobles     | Gabriela Dabrowski Erin Routliffe | Kateřina Siniaková Taylor Townsend | 7−5, 6−3         |

### WTA 1000
| Torneig      | Individual       | Individual       | Individual       | Dobles                             | Dobles                                | Dobles              |
| Torneig      | Campiona         | Finalista        | Resultat         | Campiones                          | Finalistes                            | Resultat            |
| ------------ | ---------------- | ---------------- | ---------------- | ---------------------------------- | ------------------------------------- | ------------------- |
| Doha         | Iga Świątek      | Ielena Ribàkina  | 7−6(8), 6−2      | Demi Schuurs Luisa Stefani         | Caroline Dolehide Desirae Krawczyk    | 6−4, 6−2            |
| Dubai        | Jasmine Paolini  | Anna Kalinskaya  | 4−6, 7−5, 7−5    | Storm Hunter Kateřina Siniaková    | N. Melichar-Martinez Ellen Perez      | 6−4, 6−2            |
| Indian Wells | Iga Świątek      | Maria Sakkari    | 6−4, 6−0         | Hsieh Su-wei Elise Mertens         | Storm Hunter Kateřina Siniaková       | 6−3, 6−4            |
| Miami        | Danielle Collins | Ielena Ribàkina  | 7−5, 6−3         | Sofia Kenin B. Mattek-Sands        | Gabriela Dabrowski Erin Routliffe     | 4−6, 7−6(5), [11−9] |
| Madrid       | Iga Świątek      | Arina Sabalenka  | 7−5, 4−6, 7−6(7) | Cristina Bucșa S. Sorribes Tormo   | Barbora Krejčiková Laura Siegemund    | 6−0, 6−2            |
| Roma         | Iga Świątek      | Arina Sabalenka  | 6−2, 6−3         | Sara Errani Jasmine Paolini        | Coco Gauff Erin Routliffe             | 6−3, 4−6, [10−8]    |
| Montreal     | Jessica Pegula   | Amanda Anisimova | 6−3, 2−6, 6−1    | Caroline Dolehide Desirae Krawczyk | Gabriela Dabrowski Erin Routliffe     | 7−6(2), 3−6, [10−7] |
| Cincinnati   | Arina Sabalenka  | Jessica Pegula   | 6−3, 7−5         | Asia Muhammad Erin Routliffe       | Leylah Fernandez Yulia Putintseva     | 3−6, 6−1, [10−4]    |
| Pequín       | Coco Gauff       | Karolína Muchová | 6−1, 6−3         | Sara Errani Jasmine Paolini        | Chan Hao-ching · Veronika Kudermétova | 6−4, 6−4            |
| Wuhan        | Arina Sabalenka  | Zheng Qinwen     | 6−3, 5−7, 6−3    | Anna Danilina · Irina Khromacheva  | Asia Muhammad Jessica Pegula          | 6−3, 7−6(6)         |